# 인도 공과대학교 하이데라바드
인도 공과대학교 하이데라바드(Indian Institute of Technology, Hyderabad, 줄여서 IIT Hyderabad)는 인도 텔랑가나주 하이데라바드에 위치한 국립 공과 대학이다.
16개의 신설 인도 공과대학교 중 하나로, 2008년 인도 기술 연구소(개정) 법에 따라 인도 정부의 인적 자원 개발부(MHRD) 에 의해 설립되었다.
인도 공과대학교 인도르와 함께 신설 인도 공과대학교 중 가장 좋게 평가받는다.

## 평가
국가 기관 순위 프레임 워크(NIRF)의 2019년 인도 대학 공학분야 순위 발표에서 8위를 기록하며 7개의 기존 인도 공과대학교의 다음 순위권에 이름을 올렸다.

## 같이 보기
- 인도 공과대학교